# Sony CF–160 S
Sony CF–160 S típusjelű rádió-magnó. Gyártó: Sony Corporation, Japán.
A készülék közép-, rövid- és ultrarövidhullámú rádióvételre alkalmas rádiórésszel és félsávos monofelvételre és -lejátszásra alkalmas mono kazettás magnórésszel van felszerelve, s mono végerősítővel egybeépítve. Két nyomtatott lap tartalmazza a teljes áramköri rendszert, amelyekben diszkrét tranzisztoros fokozatok működnek. A magnórészhez egy elektretmikrofon, tartozik, de külső mikrofonnal is készíthető felvétel. Ennek csatlakozója egyéb, 20 mV-nál kisebb külső műsorjeleket is képes fogadni. Nagyobb szintű jel használata esetén külső leosztás alkalmazandó. A magnórészben együtemű oszcillátor állítja elő az előmágnesező áramot, viszont a törléshez állandómágnesű törlőfej van beépítve, ami a felvételt zajossá teszi. Lejátszás üzemmódban az állandómágnes elfordul a szalagtól, így a kész felvételeket nem törli le. A készülék felvétel és lejátszás üzemmódból önműködően kikapcsoló automatát és szalaghossz-számlálót is tartalmaz.

## Műszaki adatok és minőségi jellemzők

### Mechanikai adatok
- Üzemeltetési helyzet: vízszintes és függőleges
- Szalagtárolási rendszer: Compact Cassette
- Rögzíthető sávrendszer: félsáv mono
- Lejátszható sávrendszerek: félsáv mono 2 x negyedsáv sztereó
- Szalagsebesség: 4,76 cm/s ±2%
- Szalagsebesség-ingadozás: ±0,4%
- Gyorstekercselési idő C 60 kazettánál: 90 s
- Beépített motor: 1 db egyenáramú
- Szalaghosszmérés: háromjegyű számlálóval
- Külső méretek: 88 x 216 x 296 mm
- Tömege: 2,7 kg (telepek nélkül)

### Hangfrekvenciás átviteli jellemzők
- Használható szalagfajta: csak vas-oxidos
- Frekvenciaátvitel szalagról mérve 150...8000 Hz ±3 dB
- Jel—zaj viszony szalagról mérve 1 kHz/0 dB jelnél: >= 38 dB
- Törlési csillapítás 1 kHz/0 dB jelnél: >= 55 dB
- Szalagról mért harmonikustorzítás feszültségkimeneten, 333 Hz/0 dB jelnél: <= 5%
- A végerősítő frekvenciaátviteli sávja: 80...12 000 Hz —2 dB
- A végerősítő harmonikustorzítása 
  - 333 Hz/0 dB jelnél: <= 8%
  - 1000 Hz/0 dB jelnél: <= 10%

### Üzemi adatok
- Felvételi és lejátszási korrekció: 3180+120 µs
- Törlő- és előmágnesező áram frekvenciája: 50 kHz ± 5 kHz
- Tápegyenfeszültség: 6 V
- A tápegyenfeszültség üzemi tűrése: ±1 V
- Telepkészlet: 4 db 1,5 V-os R 20-as góliátelem
- Hálózati tápfeszültség: 110/220 V, 50/60 Hz
- Teljesítményfelvétel hálózatból: 7 VA
- Megengedett hálózati feszültségingadozás: ± 10 V

### Általános adatok
- Hangszínszabályozás lejátszáskor: —12 dB 10 kHz-en (kapcsolóval)
- Hangfrekvenciás bemenetek 
  - mikrofon: 0,2 mV/3 kOhm
  - lemezjátszó: nincs
  - rádió: nincs kivezetve
- Hangfrekvenciás kimenetek 
  - jelfeszültség: nincs kivezetve
  - fejhallgató: 8...15 ohm/2,2...1,65 V
  - hangszóró: 8 ohm/2,2 V
- Hangfrekvenciás kimeneti teljesítmény 
  - telepes üzemben:
    - 0,5 W/8 ohm (szinuszos)
    - 0,8 W/8 ohm (zenei)

  - hálózati üzemben: 
    - 0,8 W/8 ohm (szinuszos)
    - 1 W/8 ohm (zenei)
- Beépített hangszóró: 1 db 8 ohm/1 W
- Kivezérlésmérő: 1 db piros LED

### Rádiófrekvenciás adatok
- Vételi sávok 
  - középhullám (520...1680 kHz)
  - rövidhullám (3,8...12,3 MHz)
  - CCIR normás URH (87...109 MHz)
- Vételi érzékenység 
  - középhullámon =1 mV/m (ferritről)
  - rövidhullámon 100 µV/m (antennáról)
  - URH-n 10 µV
- Vételi szelektivitás 
  - középhullámon >= 30 dB
  - rövidhullámon >= 26 dB
  - URH-n: >= 22 dB
- Frekvenciaátvitel rádióműsor-vételnél 
  - AM sávon: 100...3500 Hz —2 dB
  - FM sávon: 100...12 000 Hz —2 dB
- Demodulációs torzítás 
  - AM sávon: <= 3,2%
  - FM sávon: <= 2,5%

### Szolgáltatások
- Automata szalagvégkapcsoló: van
- AFC áramkör URH vételnél: nincs
- Automata felvételi kivezérlés: van
- Kézi kivezérlésszabályozási lehetőség: nincs
- Beépített elektretmikrofon: van
- Felvételi együtthallgatás: van
- Külső tápforrás-csatlakozó: van (csak hálózati)
- Pillanat-állj távvezérlés: nincs
- Műsor-gyorskereső üzemmód: nincs

### Beépített erősítőelemek
- Tranzisztorok:
  - 6 db 2 SC 710
  - 1 db 2 SC 631A
  - 7 db 2 SC 633A
  - 1 db 2 SC 1474
  - 1 db 2 SA 772
- Integrált áramkörök: nincsenek beépítve

### Mechanikus beállítási adatok
- A gumigörgő nyomóereje felvétel/lejátszás üzemmódban: 285...360 cN
- A felcsévélő tengelycsonk forgatónyomatéka felvétel/lejátszás üzemmódban: 25...53 cN
- A csévélő tengelycsonkok csévélőnyomatéka gyorstekercselésnél 
  - jobb oldali: 59...80 cN
  - bal oldali: 59...80 cN
- Az automata szalagvégkapcsoló mechanikus érzékelőjének nyomatéka: 30 cN
- A hajtómotor fordulatszám-szabályozása: ±3% (mechanikus centrifugálregulátorral)

### Áramfelvételi adatok
- Üresjáratban: 10 mA
- Gyorstekercselésnél: 180 mA ± 30 mA
- Lejátszás üzemben: 250 mA
- Felvételi üzemben: 300 mA ± 40 mA
- Felvétel a beépített rádióból közepes monitorhangerőnél: 340 mA
- Rádióműsor-hallgatás legnagyobb hangerőnél: 220 mA

### Elektromos beállítások
- Előmágnesező áram: 1,4 mA
- Előmágnesező feszültség: 140 mV
- Az előmágnesezés állíthatósága: nem lehetséges
- Törlés: állandómágnessel
- Beépített fejek: 
  - 1 db félsávos törlőfej (állandómágnesű fejmaggal)
  - 1 db félsávos kombináltfej, lágy permalloyból kés fejmaggal

### Rádiófrekvenciás beállítások
- AM középfrekvencia: 460 kHz
- FM középfrekvencia: 10,7 MHz
- Az AM oszcillátorok hangolása: az rádiófrekvenciás adatoknál megadott vételi sávok frekvenciap:i jain
- Az AM modulátorok hangolása: 
  - 620/1400 kHz (KH)
  - 3,8/12 MHz (RH)
- Az FM oszcillátor hangolása: 87 MHz/109 MHz
- Az FM modulátor hangolása: 88 MHz/108 MHz